# Scott Kneller
Scott Kneller (ur. 19 maja 1989 w Cooma) – australijski narciarz, specjalista narciarstwa dowolnego. Na igrzyskach olimpijskich w Vancouver w 2010 roku zajął 7. miejsce w skicrossie. Był też między innymi siedemnasty podczas mistrzostw świata w Deer Valley w 2011 roku i mistrzostw świata w Voss dwa lata później. Najlepsze wyniki w Pucharze Świata, osiągnął w sezonie 2010/2011, kiedy to zajął 40. miejsce w klasyfikacji generalnej, a w klasyfikacji skicrossu był dwunasty. W sezonie tym wywalczył swoje jedyne podium zajmując, wygrywając rywalizację w skicrossie 19 grudnia 2010 roku we włoskim Innichen. Wyprzedził tam Alexa Fivę ze Szwajcarii i Johna Tellera z USA.

## Osiągnięcia

### Igrzyska olimpijskie
| Miejsce | Dzień     | Rok  | Miejscowość | Konkurencja | Zwycięzca             |
| ------- | --------- | ---- | ----------- | ----------- | --------------------- |
| 7.      | 21 lutego | 2010 | Vancouver   | Skicross    | Michael Schmid        |
| 23.     | 20 lutego | 2014 | Soczi       | Skicross    | Jean Frédéric Chapuis |

### Mistrzostwa świata
| Miejsce | Dzień    | Rok  | Miejscowość | Konkurencja | Zwycięzca             |
| ------- | -------- | ---- | ----------- | ----------- | --------------------- |
| 30.     | 2 marca  | 2009 | Inawashiro  | Skicross    | Andreas Matt          |
| 17.     | 4 lutego | 2011 | Deer Valley | Skicross    | Christopher Del Bosco |
| 17.     | 10 marca | 2013 | Voss        | Skicross    | Jean Frédéric Chapuis |

### Puchar Świata

#### Miejsca w klasyfikacji generalnej
- sezon 2008/2009: 164.
- sezon 2009/2010: 162.
- sezon 2010/2011: 40.
- sezon 2012/2013: 84.
- sezon 2013/2014: 302.

#### Miejsca na podium
1. Innichen – 19 grudnia 2010 (skicross) – 1. miejsce